# Jesús sense llar
Jesús sense llar, també conegut com a Jesús sense sostre, és una escultura de bronze de l'escultor canadenc Timothy Schmalz que representa a Jesús com una persona sense llar, dormint en un banc del parc. L'escultura original es va instal·lar al Regis College de la Universitat de Toronto a principis del 2013.
Hi ha moltes còpies d'aquesta escultura, també a la placeta del costat de l'església de Santa Anna de Barcelona. L'estàtua va ser inaugurada en 18 de febrer de 2019.Prèviament el director de cinema Paco Arango, al qual Schmalz li va regalar una còpia, la va cedir a la parròquia.